# İsa Qəmbər

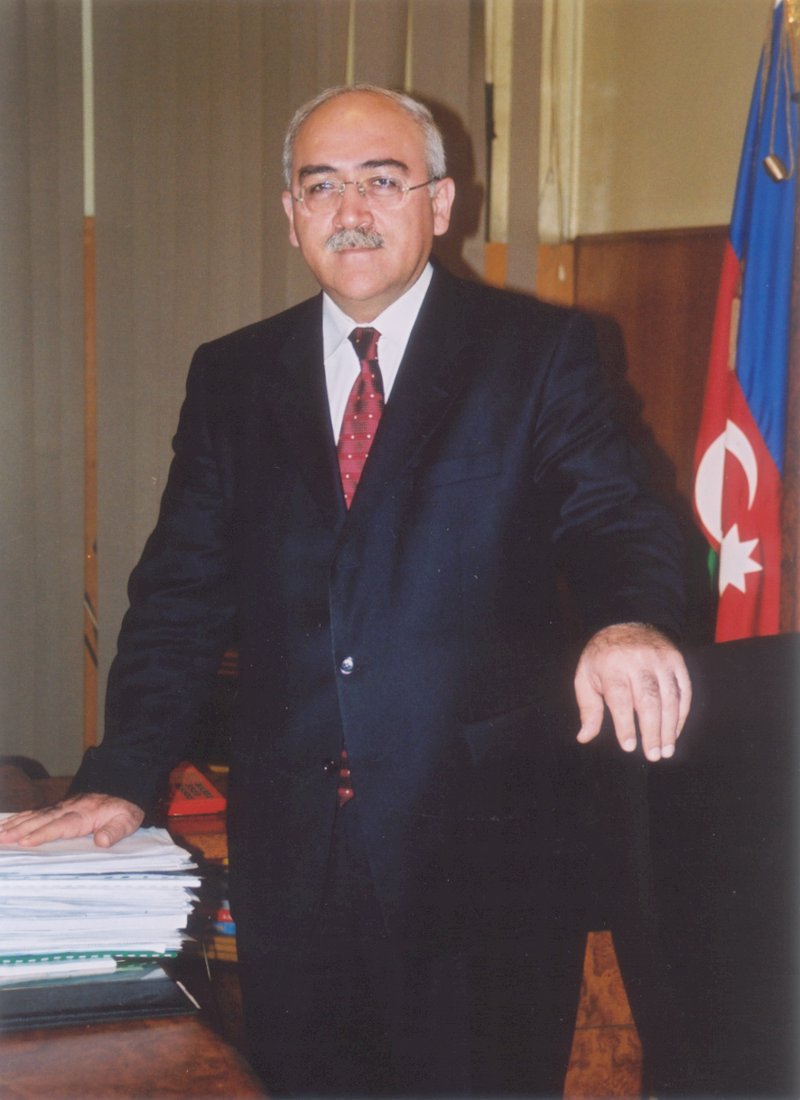
İsa Qəmbər (2013)

İsa Yunis oğlu Qəmbər (alternative aserbaidschanische Schreibweise İsa Yunis oğlu Qämbär; frühere russische Namensform Issa Gambarow; * 24. Februar 1957 in Baku, Aserbaidschanische SSR) ist ein aserbaidschanischer Politiker und ehemaliger Vorsitzender der Gleichheitspartei (Müsavat Partiyası), einer der stärksten Oppositionsparteien.

## Leben
Nach seinem Abschluss im Jahr 1974 an der Hochschule Nr. 62 in Baku absolvierte İsa Qəmbər 1979 das Diplom an der historischen Fakultät an der Staatsuniversität von Baku (BSU). Anschließend arbeitete er von 1979 bis 1982 am Nachitschewaner Forschungszentrum. Danach war Qəmbər zwischen 1982 und 1990 an der Aserbaidschanischen Akademie für Wissenschaft und Forschung am Institut für Orientstudien tätig. 
İsa Qəmbər spricht Aserbaidschanisch, Englisch, Russisch und Türkisch. Er ist verheiratet und hat zwei Söhne. Seine Frau Aide Bagirova ist promovierte Historikerin und arbeitet als Dozentin an der Staatlichen Universität in Baku.

## Politik
İsa Qəmbər ist Gründer der Volksfront von Aserbaidschan (PFA); zwischen 1989 und 1991 war er deren Leiter und von 1990 bis 1991 ihr stellvertretender Vorsitzender. Im Jahr 1990 war Qəmbər Parlamentsabgeordneter und zwischen 1991 und 1992 Vorsitzender des Parlamentsausschusses für auswärtige Beziehungen. 1992 wurde er durch den Kongressausschuss für Erneuerungen von Müsavat zum Vorsitzenden gewählt. Im Mai 1992 erfolgte die Wahl zum Sprecher des Parlamentes, der Nationalversammlung.
Ab 16. Juni 1992 war İsa Qəmbər amtierender Präsident von Aserbaidschan. Dabei bereitete er das Land für demokratische Wahlen vor. Am 13. Juni 1993 erfolgte die Ablösung durch den demokratisch gewählten Präsidenten von Aserbaidschan. Drei Tage später wurde er durch die von Heydər Əliyev geführten Rebellenstreitkräfte, welche die Macht ergriffen hatten, festgenommen.
Im Jahr 1999 war Qəmbər Mitbegründer und von 2001 bis 2003 Vorsitzender des demokratischen Kongresses, der alle führenden politischen Parteien Aserbaidschans umfasste. 2000 wurde er als „A Friend of Journalists“ („ein Freund der Presse“) ausgezeichnet. 2003 war Qəmbər einziger Präsidentschaftskandidat für den oppositionellen Wahlblock „Bizim Azərbaycan“ („Unser Aserbaidschan“), der mehr als 30 Parteien vereinigte.